# Los Eissards
Les Essards és un municipi francès situat al departament del Charente i a la regió de la Nova Aquitània. L'any 2007 tenia 214 habitants.

## Demografia

### Població
El 2007 la població de fet de Les Essards era de 214 persones. Hi havia 94 famílies de les quals 24 eren unipersonals (12 homes vivint sols i 12 dones vivint soles), 41 parelles sense fills i 29 parelles amb fills.
La població ha evolucionat segons el següent gràfic:
Habitants censats

### Habitatges
El 2007 hi havia 135 habitatges, 93 eren l'habitatge principal de la família, 35 eren segones residències i 7 estaven desocupats. 132 eren cases i 3 eren apartaments. Dels 93 habitatges principals, 79 estaven ocupats pels seus propietaris, 13 estaven llogats i ocupats pels llogaters i 1 estava cedit a títol gratuït; 1 tenia una cambra, 4 en tenien dues, 8 en tenien tres, 35 en tenien quatre i 45 en tenien cinc o més. 77 habitatges disposaven pel capbaix d'una plaça de pàrquing. A 53 habitatges hi havia un automòbil i a 36 n'hi havia dos o més.

### Piràmide de població
La piràmide de població per edats i sexe el 2009 era:
| Homes | Edats   | Dones |
| ----- | ------- | ----- |
| 0     | 95 o +  | 0     |
| 0     | 90 a 94 | 4     |
| 4     | 85 a 89 | 0     |
| 0     | 80 a 84 | 4     |
| 4     | 75 a 79 | 4     |
| 4     | 70 a 74 | 8     |
| 4     | 65 a 69 | 8     |
| 20    | 60 a 64 | 0     |
| 12    | 55 a 59 | 16    |
| 12    | 50 a 54 | 8     |
| 12    | 45 a 49 | 12    |
| 0     | 40 a 44 | 4     |
| 8     | 35 a 39 | 4     |
| 12    | 30 a 34 | 8     |
| 0     | 25 a 29 | 0     |
| 8     | 20 a 24 | 4     |
| 4     | 15 a 19 | 4     |
| 4     | 10 a 14 | 0     |
| 12    | 5 a 9   | 12    |
| 0     | 0 a 4   | 0     |

## Economia
El 2007 la població en edat de treballar era de 120 persones, 76 eren actives i 44 eren inactives. De les 76 persones actives 70 estaven ocupades (40 homes i 30 dones) i 6 estaven aturades (3 homes i 3 dones). De les 44 persones inactives 20 estaven jubilades, 5 estaven estudiant i 19 estaven classificades com a «altres inactius».

### Ingressos
El 2009 a Les Essards hi havia 80 unitats fiscals que integraven 189 persones, la mediana anual d'ingressos fiscals per persona era de 15.080 €.

### Activitats econòmiques
Dels 6 establiments que hi havia el 2007, 1 era d'una empresa de construcció, 2 d'empreses de comerç i reparació d'automòbils, 2 d'empreses de serveis i 1 d'una entitat de l'administració pública.
L'únic servei als particulars que hi havia el 2009 era una empresa de construcció.
L'únic establiment comercial que hi havia el 2009 era una floristeria.
L'any 2000 a Les Essards hi havia 14 explotacions agrícoles que ocupaven un total de 244 hectàrees.

## Poblacions més properes
El següent diagrama mostra les poblacions més properes.